# Gravende kobra
Gravende kobra er en giftig slange, der hører til slægten Naja, der er en del af familien giftsnoge. Arten findes i Republikken Congo, Den Demokratiske Republik Congo og Cameroun i Afrika.
Slægten Paranaja blev synonymiset med slægten  Naja i en nylig molekylær fylogenetisk undersøgelse, da denne art er nært beslægtet med Skovkobraen (Naja melanoleuca) 

## Underarter
- Naja multifasciata anomala (Sternfeld, 1917) [1]
- Naja multifasciata duttoni (Boulenger, 1904) [1]
- Naja multifasciata multifasciata (Werner, 1902) [1]